# Caduta di Tarbisu
Dopo la morte di Assurbanipal (627 a.C.), l'impero neo-assiro entrò in un periodo d'instabilità causato dalla guerra civile tra gli eredi al trono Sin-shar-ishkun e Assur-etil-ilani. Nel 626 a.C., Nabopolassar di Babilonia si ribellò agli Assiri e, dopo alcuni anni di guerra, li espulse dai suoi confini senza però riuscire a stroncare il potere nell'entroterra imperiale. La situazione cambiò drasticamente nel 616 a.C., quando i Medi attaccarono l'impero assiro. La caduta di Tarbisu (una città di rilevanza secondaria nella geografia politica imperiale ma ubicata a soli 5 km dalla capitale Ninive) per mano dei Medi di Ciassare il grande, nel 615 a.C., e la loro successiva conquista di Assur, l'antica capitale religiosa dell'impero, permise a Nabopolassar di riaprire la contesa con Ninive dando una svolta al conflitto.

### Fonti
- Cronache babilonesi - ed. standard in (EN) Grayson AK, Assyrian and Babylonian Chronicles, 1975, ISBN 978-1575060491.

### Studi
In italiano
- Mario Liverani, Antico Oriente: storia, società, economia, nuova ed., Bari-Roma, Laterza, 2009  [1988], ISBN 978-88-420-9041-0.
- Vincenzo Mistrini, Gli assiri : la prima superpotenza dell'Oriente Antico, Gorizia, LEG, 2022.

In altre lingue
- (EN) Ahmed SS, Southern Mesopotamia in the time of Ashurbanipal, De Gruyter, 2018, ISBN 978-3-11-139617-0.
- (EN) Bassir H, The Egyptian expansion in the near east in the saite period (PDF), in Journal of Historical Archaeology & Anthropological Sciences, vol. 3, n. 2, 2018,  pp. 196-200.
- (EN) Beaulieu PA, The Fourth Year of Hostilities in the Land, in Baghdader Mitteilungen, vol. 28, 1997,  pp. 367-394.
- (EN) Bertman S, Handbook to Life in Ancient Mesopotamia, OUP USA, 2005, ISBN 978-0-19-518364-1.
- (EN) Boardman J, The Cambridge Ancient History: Volume 3, Part 2, The Assyrian and Babylonian Empires and Other States of the Near East, from the Eighth to the Sixth Centuries BC (PDF), Cambridge University Press, 2008, ISBN 978-1-139-05429-4.
- (EN) Bradford AS, With Arrow, Sword, and Spear: A History of Warfare in the Ancient World, Greenwood Publishing Group, 2001, ISBN 978-0-275-95259-4.
- (EN) Healy M, The Ancient Assyrians[collegamento interrotto], Londra, Osprey Publishing, 1991, ISBN 1-85532-163-7, OCLC 26351868.
- (EN) Lipschits O, The Fall and Rise of Jerusalem: Judah Under Babylonian Rule, Eisenbrauns, 2005, ISBN 978-1-57506-095-8.
- (EN) Potts DT, A Companion to the Archaeology of the Ancient Near East, John Wiley & Sons, 2012, ISBN 978-1-4443-6077-6.
- (EN) Roux G, Ancient Iraq, Londra, Penguin book, 1992, ISBN 978-0-14-012523-8.